# Oedipoda coerulea
Oedipoda coerulea är en insektsart som beskrevs av Henri Saussure 1884. Oedipoda coerulea ingår i släktet Oedipoda och familjen gräshoppor. Inga underarter finns listade i Catalogue of Life.